# Aeroportul Barrow Island
Aeroportul Barrow Island (IATA: BWB, ICAO: YBWX) este un aeroport din Australia de Vest, Australia.
Situat la o altitudine de 6 m, aeroportul dispune de o singură pistă. Este operat de Bristow Helicopters⁠(d).